# Gyna oblonga
Gyna oblonga es una especie de cucaracha del género Gyna, familia Blaberidae.

## Distribución
Esta especie se encuentra en Guinea, Camerún, Nigeria y República Democrática del Congo.